# Oksana Markarowa

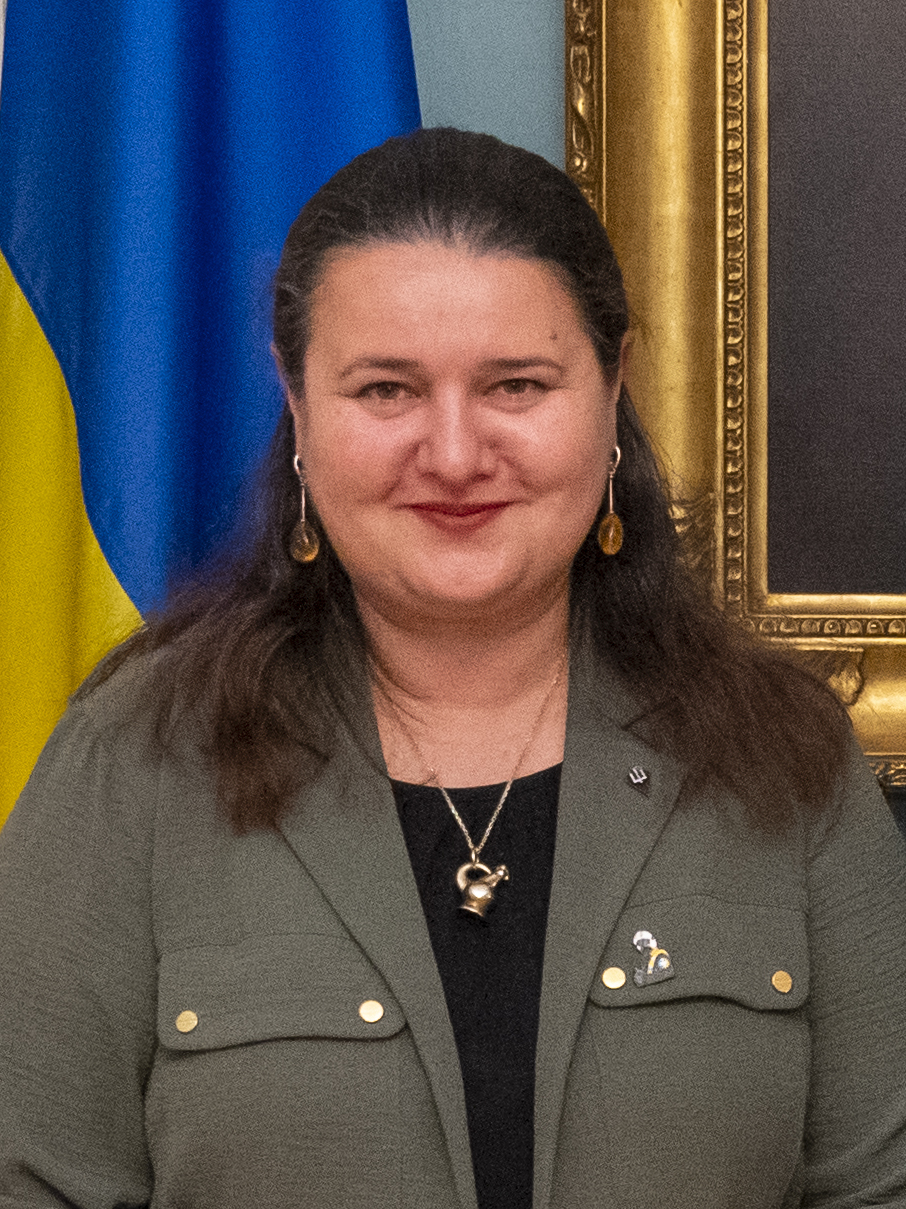
Oksana Markarowa, 2023

Oksana Serhijiwna Markarowa (ukrainisch Оксана Сергіївна Маркарова; * 28. Oktober 1976 in Riwne, Ukrainische SSR) ist eine ukrainische Managerin und Politikerin. Von November 2018 bis März 2020 war sie Finanzministerin der Ukraine und seit Februar 2021 ist sie Botschafterin der Ukraine in den Vereinigten Staaten.

## Leben
Oksana Markarowa ging in Riwne zur Schule und studierte nach ihrem Abitur, das sie im Alter von 17 Jahren erwarb, zwischen 1993 und 1998 an der Nationalen Universität „Kiew-Mohyla-Akademie“, die sie mit einem Bachelor- und einem Master-Abschluss in Ökologie absolvierte.
Nach einem Studium an der Indiana University in Bloomington, dass sie zwischen 1999 und 2001 absolvierte, erhielt sie einen Master in International Public Finance and Trade (MPA). Daraufhin arbeitete sie bei der International Electoral Systems Foundation und, im Rahmen des Projekts Ukrainian Agricultural Commodity Exchange, bei der Beratungsfirma Chemonics Intl. Inc.
Im Jahr 2000 arbeitete sie bei der Weltbank in den USA, wo sie in der Gruppe der Banken und Finanzmärkte in der Region Europa und Zentralasien tätig war.
Zwischen 1998 und 1999 und erneut von 2001 bis 2003 war sie als wirtschaftspolitische Beraterin sowie als Managerin für Außen- und Unternehmensbeziehungen beim amerikanischen Direktinvestitionsfonds Western NIS Enterprise Fund (jetzt von Horizon Capital verwaltet) tätig.
Von Oktober 2003 bis Dezember 2014 leitete sie die ITT Investment Group.
Oksana Markarowa war ab März 2015 im Finanzministerium der Ukraine tätig. Am 29. April 2016 wurde sie „Erste stellvertretende Finanzministerin“ und am 7. Juni 2018 wurde sie vom Ministerkabinett der Ukraine mit der Wahrnehmung der Aufgaben des Finanzministers beauftragt. Am 22. November 2018 wurde sie schließlich, in Nachfolge von Oleksandr Danyljuk, Finanzministerin der Ukraine im Kabinett Hrojsman und behielt diesen Posten auch nach dem Regierungswechsel im Kabinett Hontscharuk. Mit dem Regierungswechsel zum Kabinett Schmyhal verlor sie ihren Posten am 4. März 2020. Am 25. Februar 2021 wurde sie außerordentliche und bevollmächtigte Botschafterin der Ukraine in den Vereinigten Staaten.

## Familie
Markarowa lebt in Worsel bei Kiew, ist verheiratet und Mutter eines Sohnes und dreier Töchter.